# Faux-Fresnay
Faux-Fresnay är en kommun i departementet Marne i regionen Grand Est (tidigare regionen Champagne-Ardenne) i nordöstra Frankrike. Kommunen ligger i kantonen Fère-Champenoise som tillhör arrondissementet Épernay. År 2022 hade Faux-Fresnay 330 invånare.

## Befolkningsutveckling
Antalet invånare i kommunen Faux-Fresnay
| Referens: INSEE |